# Alexis Corbière
Pour les articles homonymes, voir Corbière.
Alexis Corbière, né le 17 août 1968 à Béziers (Hérault), est un homme politique français.
Membre de la Ligue communiste révolutionnaire de 1993 à 1997, il est ensuite militant du Parti socialiste jusqu'au congrès de Reims de 2008, après lequel il devient secrétaire national du Parti de gauche. Il est premier adjoint à la maire socialiste du 12e arrondissement de Paris, Michèle Blumenthal, de 2001 à 2014, et conseiller de Paris entre 2008 et 2014.
Porte-parole de Jean-Luc Mélenchon et de son parti, La France insoumise, pour l'élection présidentielle française de 2017, il est élu député dans la septième circonscription de la Seine-Saint-Denis lors des élections législatives qui suivent, puis est réélu en 2022 dans le cadre de la Nouvelle Union Populaire écologique et sociale.
Il prend par la suite ses distances avec Jean-Luc Mélenchon et La France insoumise, dont il ne reçoit finalement pas l'investiture lors des élections législatives de 2024 mais obtient le soutien des autres partis du Nouveau Front populaire. Il conserve son siège avant de fonder L'Après avec les autres dissidents du mouvement Insoumis. 

## Parcours professionnel
Alexis Frédéric Marie Corbière est titulaire d'une licence d'histoire obtenue à l'université Paris-Diderot et du certificat d'aptitude au professorat de lycée professionnel (CAPLP) de lettres-histoire. Étudiant-stagiaire à l’Institut universitaire de formation des maîtres (IUFM) de Saint-Denis, entre 1994 et 1995, il devient en 1995 professeur de lettres et d’histoire-géographie en lycée professionnel.
Au 1er septembre 2014, il est affecté au sein du musée de l’histoire de l’immigration par une mise à disposition du rectorat de l'académie de Paris. Il est rattaché à la fonction de président du Conseil d'orientation de l'établissement concerné.

## Parcours politique

### Origines, jeunesse, études et débuts comme militant trotskiste
Fils d'un père agent EDF et d’une mère au foyer, cousin de Jean-François Corbière, futur conseiller départemental du canton de Béziers-2, Alexis Frédéric Marie Corbière anime en novembre et décembre 1986 dans son lycée la grève contre le projet de loi Devaquet. Il débute là son engagement politique dans l’organisation trotskiste du Parti communiste internationaliste (lambertiste) (PCI) de Pierre Lambert ; celle-ci vient alors d’être affaiblie par le départ d'une grande partie de ses militants étudiants — soit près de 400 personnes qui dirigeaient le syndicat UNEF-ID — vers le Parti socialiste sous l’impulsion du futur député socialiste Jean-Christophe Cambadélis.
Étudiant en philosophie puis en histoire (Paul-Valéry à Montpellier et Paris 7), Alexis Corbière devient l’un des animateurs nationaux de la petite organisation de jeunesse « lambertiste », l’Alliance des jeunes révolutionnaires (AJR), dont il est l'un des secrétaires nationaux.
En 1988, il s'engage dans la campagne présidentielle de Pierre Lambert (candidat sous son vrai nom, Pierre Boussel), présenté par le Mouvement pour un parti des travailleurs (MPPT), qui ne recueille que 0,38 % des suffrages.

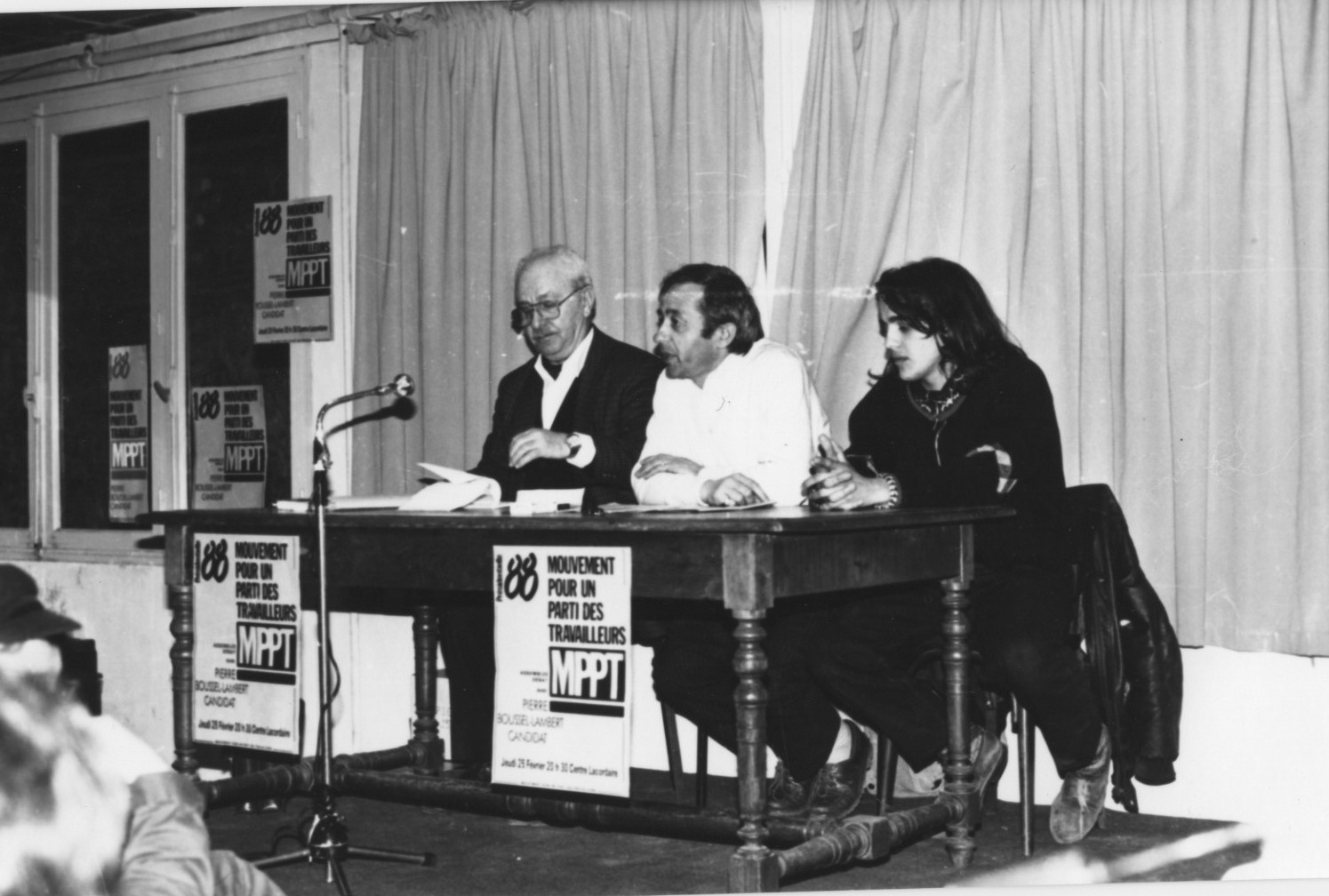
Alexis Corbière (à droite) avec Pierre Lambert (à gauche) à Montpellier, en février 1988.

De 1987 à 1990, il milite dans le milieu étudiant de Montpellier. En septembre 1990, à la demande de Pierre Lambert, il vient vivre en région parisienne, pour aider au développement national de l’AJR et de son journal L’Étincelle. Pour cela, il est élu membre du Comité central du PCI.
Lorsqu'il en est un des secrétaires nationaux, les campagnes de l’AJR sont tournées contre le travail précaire dans la jeunesse, pour la fermeture des Centres de rétention administratifs (c’est à cette occasion qu’il rencontre l’avocat Gilbert Collard, député FN de 2017 à 2022, mais qui milite à l'époque pour le droit d'asile et la défense de l'immigration), contre la Guerre du Golfe et pour la solidarité avec les peuples de l’Est qui se soulèvent contre les bureaucraties staliniennes (il se rendra en Roumanie et en Pologne), etc.
Des désaccords l’opposent progressivement à l’orientation du PCI, qu’il juge auto-proclamatrice[pas clair] dans sa construction du Parti des travailleurs (PT). Pierre Lambert ne veut plus d’une organisation de jeunesse indépendante et préfère un réseau, Paroles de Jeunes. Lors d’un Comité central du PCI de mars 1992, une résolution exigeant la fin de l’AJR et l’arrêt de la publication du journal L'Étincelle est adoptée à l’unanimité, moins la voix d’Alexis Corbière. Quelques jours plus tard, un groupe de lycéens adhérents du PCI publient une feuille nommée L’Étincelle du Val-de-Marne. Tous ceux qui ne condamnent pas cette publication sont exclus, soit plus de 150 militants dont Alexis Corbière et trois autres membres du comité central du PCI,.
Avec Pedro Carrasquedo, Corbière fonde alors le Groupe La Commune.
En septembre 1992, à l'occasion du référendum, il mène campagne pour le « Non au Traité de Maastricht ». En 1993, il adhère à la Ligue communiste révolutionnaire (LCR), qu’il quitte en 1997. De 1995 à 1997, il siége au Comité central de la LCR et est l’un des animateurs du travail vers les étudiants de cette organisation avec Olivier Besancenot en s’investissant dans le syndicat UNEF-ID dont il est vice-président en juin 1995 pour la Tendance Unité et Démocratie (TUD).
Dans les congrès de l'UNEF-ID, il s'affronte avec Raquel Garrido, qu'il finit par épouser, et qui est comme lui un des piliers du futur Parti de gauche.
En juin 1995, alors étudiant en lettres-histoire, il est gardé à vue pendant 72 heures et mis en examen pour « association de malfaiteurs en relation avec une entreprise terroriste » par la juge Laurence Le Vert, puis incarcéré durant un mois à la prison de Fleury-Mérogis. Il lui est reproché d'avoir participé, en 1993, à l'hébergement de réfugiés basques espagnols de l'ETA. Il est ainsi empêché de passer l'oral du CAPES mais bénéficie du soutien de l'UNI et de son délégué général Philippe Evanno, qui utilise ses contacts au ministère de l'Intérieur pour lui permettre de passer ses examens,. Il est acquitté lors d'un procès en 1997.

### Parti socialiste
En 1998, il adhère au Parti socialiste, dans la section du 12e arrondissement de Paris, pour renforcer le courant Gauche socialiste animé notamment par Jean-Luc Mélenchon qu'il a rencontré la première fois le 2 avril 1996 au Palais omnisports de Paris-Bercy en marge d’un grand meeting réunissant Lionel Jospin, Robert Hue, Dominique Voynet et Alain Krivine.
Au PS, il participe aux courants animés par Jean-Luc Mélenchon, Gauche socialiste, Nouveau Monde ou Trait d’Union, et à la création du Club Pour la République sociale (PRS) en 2003.
Considéré comme un « proche » de Jean-Luc Mélenchon, il est un de ses « conseillers techniques » de 2000 à 2001 lorsque ce dernier est ministre délégué à l’Enseignement professionnel.
Durant les élections municipales d'avril 2001, il est élu conseiller municipal et devient premier adjoint à la maire du 12e arrondissement, Michèle Blumenthal (PS),.
Il mène campagne pour le « Non au Traité constitutionnel européen » (TCE) lors du référendum du 29 mai 2005. De février à mai 2005, il interviendra dans des meetings pour le « Non au TCE », aux côtés de Marie-George Buffet ou d'Olivier Besancenot.
En mars 2008, il est réélu conseiller municipal du 12e arrondissement et conseiller de Paris. Il est à nouveau désigné premier adjoint à la maire et est durant un an l’un des vice-présidents du Groupe socialiste et apparentés au Conseil de Paris. Dès les premières réunions, avec Danielle Simonnet, élue du 20e arrondissement, ils sont en désaccord avec les autres conseillers de Paris socialistes sur de nombreux dossiers. Opposés à la privatisation de la collecte des déchets et à l'octroi de subventions à des crèches confessionnelles, ils rompent la discipline de vote du Groupe socialiste en votant contre publiquement.

### Création du Parti de gauche

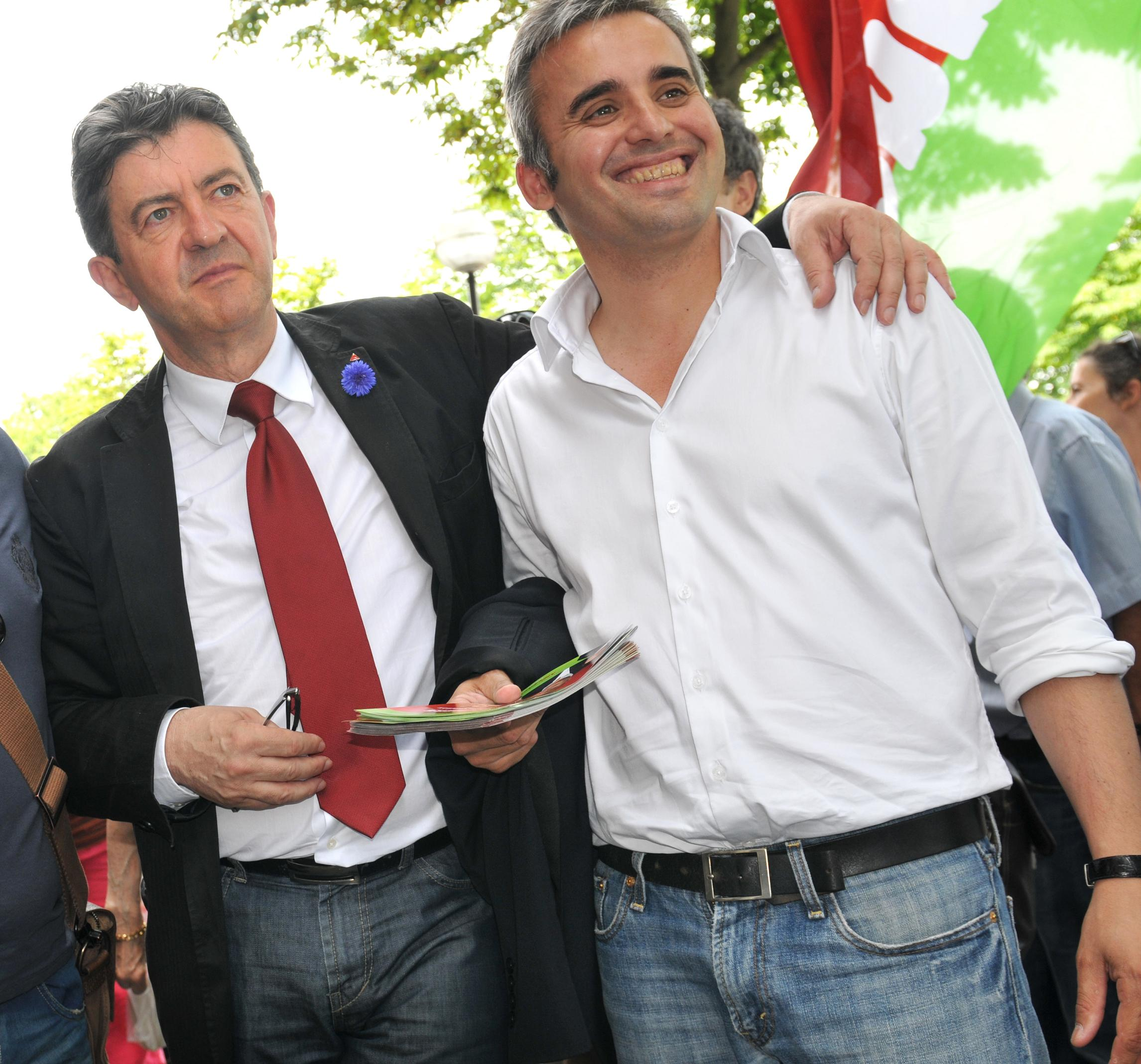
Alexis Corbière et Jean-Luc Mélenchon en juin 2012 dans le.

En novembre 2008, après le premier tour du Congrès socialiste de Reims, considérant que les courants de gauche du PS ont réalisé un score en recul par rapport aux deux congrès précédents, refusant de participer aux tricheries internes et analysant que le PS ne cesse de continuer sa mue en un Parti démocrate américain, il quitte le PS avec ses camarades pour fonder le Parti de gauche (PG) sous la conduite de Jean-Luc Mélenchon. L’existence du PG permettra de constituer le Front de gauche (FG) avec le Parti communiste français (PCF) et sept autres organisations dès les élections européennes de 2009 et les élections régionales de 2010.
Pendant l’élection présidentielle de 2012, il fait partie de l’équipe de campagne du candidat du Front de gauche, Jean-Luc Mélenchon qui recueillera 11,1 % des suffrages. Il participe notamment, avec Laurent Maffeis, à la riposte argumentaire contre le Front national (FN),,.
En juin 2012, il est candidat aux élections législatives pour le Front de gauche dans la 8e circonscription de Paris (située essentiellement dans le 12e arrondissement). (En 2007, le PCF avait obtenu 1 036 voix soit 2,25 %). Durant sa campagne, il organisera notamment un débat contradictoire avec le candidat de l’UMP, Charles Beigbeder (la candidate socialiste ayant décliné la proposition). Il est battu au premier tour, obtenant 3 775 voix soit 7,8 % (en 3e position, derrière les candidats du PS et de l’UMP).
En novembre 2013, il est désigné candidat du Front de gauche (FG), tête de liste dans le 12e arrondissement, pour les élections municipales du 23 et 30 mars 2014. Sa liste n'obtient que 5,4 % des voix dans son arrondissement ; il n'est pas réélu.

### La France insoumise
Le 10 février 2016, Jean-Luc Mélenchon annonce qu'il « propose sa candidature » à l'élection présidentielle d'avril 2017, lors du Journal de 20 heures de TF1. Alexis Corbière devient aussitôt son porte-parole durant cette campagne présidentielle. Il est alors très souvent invité des médias pour expliquer les positions de son candidat et de son mouvement. Le 15 octobre 2016, c'est lui qui introduit la première convention nationale de La France insoumise dans la banlieue de Lille.
Pour assurer cette campagne, il se met en disponibilité de l’Éducation nationale, alors qu'il était professeur, à partir d’octobre 2016. En tant que porte-parole de la campagne, il n’est pas salarié, mais se déclare comme auto-entrepreneur et reçoit une rémunération à hauteur de 28 700 euros entre octobre 2016 et avril 2017,.
Il est candidat aux élections législatives de 2017 dans la Seine-Saint-Denis (7e circonscription : Montreuil et Bagnolet), pour La France insoumise, parti dont il est le porte-parole. Il se trouve en ballotage au premier tour avec 21,60 % des suffrages exprimés, en 2e position, face à la candidate de La République en marche Halima Menhoudj, adjointe au maire de Montreuil (24,7 %). Alexis Corbière est élu député en remportant le 2e tour avec 57,90 % des voix.
Après six mois de législature, il est le 88e député le plus actif selon le classement établi par Capital.
Lors des législatives françaises de 2022, il est réélu au premier tour avec 22 718 voix sur 80 662 inscrits soit 28,16 %, et 62,94 % des suffrages exprimés, avec un taux d’abstentions de 54,10 %.
Durant cette campagne, le journaliste Aziz Zemouri signe sur le site internet du magazine Le Point un article affirmant qu'Alexis Corbière et sa conjointe Raquel Garrido emploieraient irrégulièrement une femme de ménage, ce qu'ils démentent. Une contre-enquête de Mediapart montre les « erreurs et incohérences » de l'article mensonger, qui est dépublié le lendemain par le magazine, qui leur présente des excuses.
Absent de la nouvelle direction de LFI dévoilée en décembre 2022, il exprime un « radical désaccord » avec celle-ci. Il regrette l'absence d'élection pour la désigner et demande l'intégration d'une « parité sociale » en son sein.
Lors du renouvellement du bureau du groupe parlementaire en mai 2023, il refuse de rester seulement vice-président. Il explique sa décision par une volonté d'apaisement et d'arrêt de la « violence politique » dont il dit être victime. Sa démission est annoncée le 23 mai, divulguée dans la presse le 24 mai. Son successeur sera choisi la semaine suivante, lors de la constitution du nouveau bureau.
Pour les élections législatives de 2024, La France insoumise refuse l'investiture à cinq « frondeurs » : Alexis Corbière, Raquel Garrido, Frédéric Mathieu, Hendrik Davi et Danielle Simonnet. Le Nouveau Front populaire désigne Sabrina Ali Benali comme candidate dans la septième circonscription de la Seine-Saint-Denis, mais Alexis Corbière, député sortant, décide de maintenir sa candidature. Il est réélu de nouveau le 7 juillet 2024,, mais la candidate officielle LFI dépose un recours contre son élection.
Le 12 juillet, il annonce la fondation du mouvement l'après, avec d'autres dissidents de LFI : Clémentine Autain, Danielle Simonnet et Raquel Garrido. L'association était en projet depuis mai. Le 15 juillet, les élus dissidents de LFI annoncent rejoindre le groupe écologiste à l'Assemblée. Il s'agit des députés Clémentine Autain, Alexis Corbière, Hendrik Davi, François Ruffin et Danièle Simonnet.

## Vie privée
Il est marié depuis juillet 2000 avec la Chilio-Française Raquel Garrido, cofondatrice du Parti de gauche et avocate au barreau de Paris, spécialisée en droit international privé et public. Elle est également l'avocate de Jean-Luc Mélenchon.
Le couple a trois filles.

## Détail des mandats et fonctions
- 2001-2008 : conseiller d'arrondissement, premier adjoint à la maire du 12e arrondissement de Paris
- 2008-2014 : conseiller de Paris (groupe communiste et élus du Parti de gauche), conseiller d'arrondissement et premier adjoint à la maire du 12e arrondissement de Paris
- Membre de l'Observatoire parisien sur la laïcité
- Depuis 2017 : député de la septième circonscription de la Seine-Saint-Denis

## Prises de position

### Au Conseil de Paris

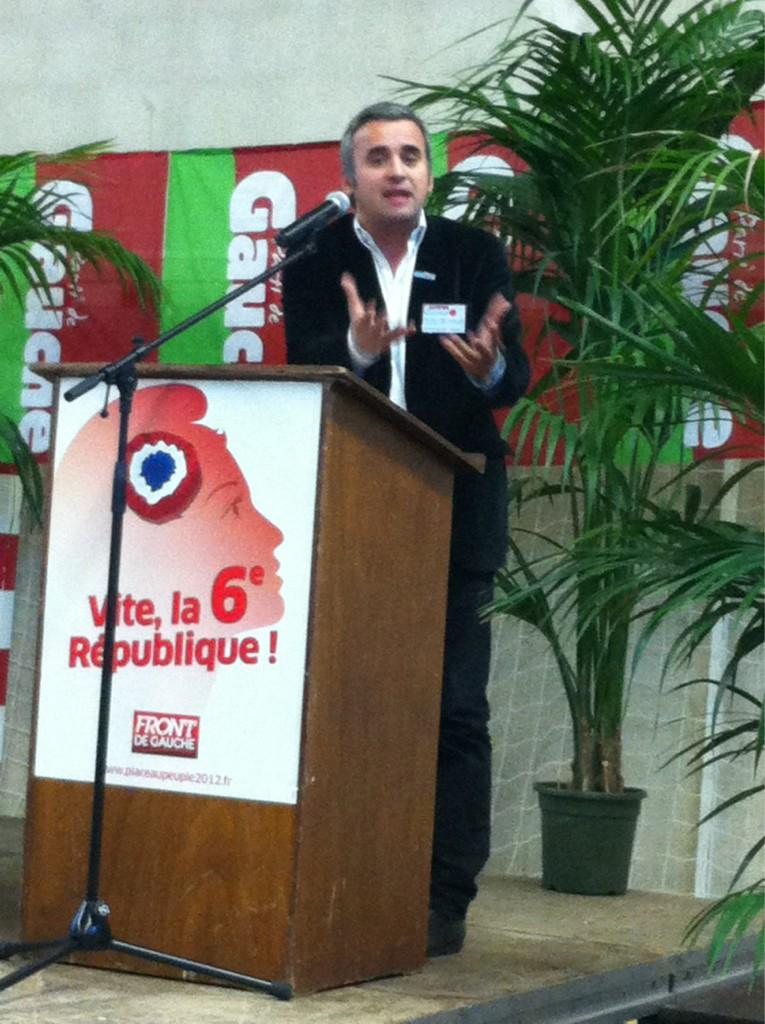
Alexis Corbière en 2012.

Alexis Corbière demande en juillet 2010 la débaptisation du collège Vincent d'Indy (situé à Paris, dans le 12e arrondissement, avenue Vincent d'Indy) qui porte le nom du compositeur français de la fin du XIXe siècle et du début du XXe et par ailleurs membre de la Ligue de la patrie française. Corbière obtient finalement ce changement de nom le 12 février 2013,. Désormais, le collège porte le nom de la résistante Germaine Tillion. L'avenue Vincent-d'Indy ne change pas de nom.
En septembre 2010, Alexis Corbière et Danielle Simonnet, conseillère de Paris du Parti de gauche, s'opposent au protocole d’accord financier signé entre la ville de Paris et l’UMP au sujet de Jacques Chirac, entraînant que la ville ne se porte plus partie civile dans le procès dit des « emplois fictifs de la Ville de Paris ». Pour les élus du PG, ce protocole était une faute politique et la ville de Paris aurait dû rester partie civile.
Il reproche régulièrement, de 2008 à 2011, à Christine Lagarde, alors ministre des Finances et élue UMP d’opposition du 12e arrondissement, de ne jamais venir siéger au conseil d’arrondissement et de ne venir qu’une seule fois par an au Conseil de Paris ; il demande régulièrement sa démission. En novembre 2010, il dénonce sur son blog un grossier photomontage publié sur la couverture d’une publication de l’UMP, où Christine Lagarde voulait faire croire qu’elle se promenait dans le 12e arrondissement alors que la photo avait été prise en Allemagne.
En février 2012, il vote contre le fait qu’une rue de Paris porte le nom du célèbre opposant au régime soviétique et écrivain Alexandre Soljenitsyne. Selon lui, le dissident mondialement connu est aussi un réactionnaire aux accents antisémites. Il considère l'hostilité de Soljenitsyne à l'universalisme et à l'humanisme des Lumières et aux principes de la Révolution française et sa défense de l'Ancien Régime comme « contraires aux principes républicains ». Il regrette que Robespierre n'ait pas de rue à son nom à Paris.
Il est aussi versé dans l'art du XXe siècle et admire particulièrement l’œuvre du peintre Maurice Boitel, qui a vécu plus de cinquante ans dans sa circonscription. Il propose au Conseil municipal du 12e arrondissement arrondissement puis au Conseil de Paris l'attribution du nom de ce peintre à un espace public de la capitale. Cette proposition est votée chaque fois à l'unanimité par les deux Conseils. L'inauguration de l'allée Maurice Boitel, ceinturant le lac Daumesnil a lieu début 2014 peu après le vote sanctionné par un arrêté du Maire de Paris Bertrand Delanoë (2013 DEV 165).
À nouveau candidat dans le 12e arrondissement lors des élections municipales de 2014 à Paris, il est battu dès le premier tour et perd son siège de conseiller de Paris.

### Polémique au sujet duMétronomede Lorànt Deutsch
En juillet 2012, Alexis Corbière dépose un vœu au Conseil de Paris demandant que cesse la promotion municipale, sur le site de la Ville de Paris, du livre Métronome : l'histoire de France au rythme du métro parisien du comédien Lorànt Deutsch publié un an auparavant. Il conteste notamment le fait que le maire de Paris, Bertrand Delanoë, ait attribué à Lorànt Deutsch la médaille de vermeil de la Ville de Paris ; il dénonce de nombreuses erreurs historiques factuelles dans Métronome et affirme que l'ouvrage propose une histoire de Paris privilégiant l’Ancien Régime et « méprisant » systématiquement les acteurs de la Révolution française et de la Commune de Paris.
Lorànt Deutsch, lors de la promotion médiatique de son livre, ne se cache pas d’être royaliste et considère que « lorsqu'en 1793 on a coupé la tête du roi, on a coupé nos racines et depuis on les cherche. » Alexis Corbière désapprouve que l’auteur du Métronome soit invité dans quatorze écoles en présence d’élus parisiens et de représentants du rectorat et que l'on fasse travailler des enfants sur la base de cet ouvrage. Deutsch répond pour sa part que les responsables du Front de gauche s'acharnent inutilement contre lui et ont « une vision de l’histoire très orientée », lui-même ne faisant pas de politique. Le vœu présenté par Corbière est rejeté par tous les groupes du conseil de Paris, à l’exception du PCF/PG,.
En octobre 2012, Alexis Corbière s'en prend à nouveau à Lorànt Deutsch quand ce dernier participe à l'ouvrage de Patrick Buisson, Le Paris de Céline, consacré à l'écrivain Louis-Ferdinand Céline. En novembre 2012, lors de l’émission culturelle Grand Public sur France 2, Corbière dénonce ce qu'il considère comme une « réhabilitation repoussante » de l’écrivain antisémite.

### Bicentenaire de la mort deNapoléonIer
À l'occasion du bicentenaire de la mort de Napoléon Ier, il publie une tribune dans le journal Le Figaro dans lequel il indique s'opposer à l'organisation de commémorations.
S'il reconnaît que « le débat intellectuel doit être encouragé à cette occasion », il déclare que « la République ne peut pas rendre un hommage officiel à celui qui en a été le fossoyeur en mettant fin à la première expérience républicaine de notre histoire pour créer un régime autoritaire ».

### Signature d'une tribune pour la liberté d'informer, suivie d'un appel au meurtre contre lui
Le 2 octobre 2023, il cosigne dans L'Humanité une tribune pour défendre la liberté d'informer, ce qui lui vaut d'être inscrit le lendemain sur « la liste des candidats a la balle dans la nuque » du site d'extrême droite Reseau-libre.org.

## Controverses et affaires judiciaires

### Logement social
En 2013, alors que sa compagne exerce une activité professionnelle, qu'il gagne 2 968 € net par mois comme conseiller de Paris et premier adjoint de la mairie du 12e arrondissement et qu'il continue d'enseigner à mi-temps en tant que professeur d'histoire et de français, il assume publiquement au nom de l'insécurité des fonctions électives loger avec sa famille dans un appartement (un F4 de 84 m2 situés dans le 12e arrondissement de Paris) faisant partie du parc locatif de la régie immobilière de la ville de Paris. Ce logement leur avait été attribué en 2003 alors qu'il était premier adjoint à la mairie de l'arrondissement. Cette situation, partagée avec d'autres conseillers de Paris non propriétaires, n'est pas illégale. Non élu en 2014, Alexis Corbière a perdu les revenus qu'il tirait de son mandat.
En 2017, la polémique reprend lors des élections législatives. En effet, le couple qu'il forme avec Raquel Garrido réside toujours dans le même appartement de la ville de Paris. L'immeuble a été re-conventionné en 2016 en prêt locatif à usage social et est rentré dans le parc HLM. Pour le journal Libération, si le couple jouit « d'un loyer très en deçà des prix du marché », il n'occupe pas ce HLM « indûment » d’un point de vue légal. Fin mai, Alexis Corbière, qui est redevenu professeur d'histoire de lycée professionnel après sa non-réélection aux municipales de 2014, s'explique sur RMC : « Je paie moins cher que (dans) le privé », reconnaît-il avant de détailler : « Mon loyer, c'est 1 240 euros par mois. Je touche 2 350 euros : c'est mon salaire d'enseignant. Je ne suis pas élu, je suis rentré sur critères sociaux, j'ai trois enfants ». Lors de sa première séance à l'Assemblée le 27 juin 2017, l'élu de La France insoumise confirme à l'Obs qu'il a bien l'intention de déménager dans les « mois qui viennent » :

« C'est compliqué de trouver en deux semaines, mais oui, je vais habiter dans ma circonscription. Est-ce que ça aura lieu dans trois, quatre ou cinq mois, je ne peux pas vous dire. Je ne sais pas si ce sera à Bagnolet ou à Montreuil, je ne sais pas si je vais acheter ou louer, et je dois aussi négocier avec mes trois enfants… Mais je tiendrai parole. »

En septembre 2017, il déclare lors de son invitation à l'émission On n'est pas couché qu'il « envisage de déménager à Bagnolet ». Il affirme avoir trouvé un nouveau logement en octobre 2017.

### Aides de l'Anah
En octobre 2018, Le Canard enchaîné affirme qu'Alexis Corbière a bénéficié d'aides sociales à hauteur de 60 % de la facture (12 000 euros) pour des travaux de rénovation énergétique d'une partie de son appartement au printemps 2018. Le journal allègue qu'« En principe, le règlement (lui) imposait de fournir à l'ANAH le montant de (ses) revenus de l'année n-1, en l'espèce ceux de l'année 2017 ». Cependant, contrairement aux affirmations du Canard enchaîné, le dossier de demande d'aide auprès de l'Anah doit comprendre une « copie du dernier avis d'imposition ». Par ailleurs, les subventions accordées par l'Anah ne sont pas des « aides sociales », mais des aides à la rénovation énergétique, sous condition de revenus du dernier exercice fiscal déclaré.
Alexis Corbière a réagi en qualifiant d'« infamant » l'article du Canard enchaîné.

### Alexis Corbière Communications
Le 13 octobre 2016, il crée Alexis Corbière Communications, une société de conseil en relations publiques et communication lui permettant de facturer des prestations auprès du candidat Jean-Luc Mélenchon. Avec ce statut d'auto-entrepreneur, il perçoit 12 300 euros bruts en 2016 et 16 400 euros bruts en 2017. Étant fonctionnaire, Alexis Corbière aurait dû solliciter une dérogation auprès de la fonction publique. Face à la polémique, il décide de fermer cette entreprise en juillet 2017 sans s'être expliqué sur la nature de ses prestations,.
Par ailleurs, d'octobre 2016 à avril 2017, il est employé comme consultant par la société de communication Mediascop créée par Sophia Chikirou. Il perçoit alors 14 350 euros brut.

### Perquisition et altercation avec des forces de l’ordre
Le 16 octobre 2018, dans le cadre des enquêtes préliminaires sur les comptes de campagne de 2017 et sur les emplois présumés fictifs au Parlement européen, une perquisition est menée par l'Office central de lutte contre la corruption et les infractions financières et fiscales dans les locaux de La France insoumise.
Alexis Corbière, au côté notamment de Jean-Luc Mélenchon, est impliqué dans les échanges violents avec les forces de l'ordre. Un procès en correctionnelle se tient à Bobigny en septembre 2019 pour « actes d’intimidation contre l’autorité judiciaire, rébellion et provocation »,, 8 000 euros d'amende sont requis contre Alexis Corbière. Le 9 décembre, il est relaxé.

### Altercation dans les coulisses de Canal Factory
Le 16 décembre 2021, Cyril Hanouna lance l'émission politique « Face à Baba » sur C8 dans le but de mettre en confrontation les candidats à l'élection présidentielle de 2022 et des chroniqueurs, soutiens, analystes, autres politiques et professionnels de tous horizons. Lors de cette première édition recevant Éric Zemmour, un échange tendu apparaît entre Corbière et Stanislas Rigault, président du mouvement de jeunesse de Reconquête. Après l'émission, l'altercation continue et le ton monte dans les coulisses. L'altercation filmée, voit alors Corbière et sa conjointe Raquel Garrido se montrer agressifs envers Rigault où cette dernière lui déclare « Sucer la bite à ton chef à la télé tu trouves ça glorieux [?] » en rajoutant « connard » puis « espèce de lâche ». La vidéo devient virale sur les réseaux sociaux où le comportement des opposants à Zemmour se voit critiqué.

## Synthèse des résultats électoraux

### Élections législatives
| Année | Parti  | Parti     | Circonscription            | 1er tour | 1er tour | 1er tour | 2d tour | 2d tour | 2d tour | Issue |
| Année | Parti  | Parti     | Circonscription            | Voix     | %        | Rang     | Voix    | %       | Rang    | Issue |
| ----- | ------ | --------- | -------------------------- | -------- | -------- | -------- | ------- | ------- | ------- | ----- |
| 2012  |        | PG        | 8e de Paris                | 3 775    | 7,79     | 3e       |         |         |         | Battu |
| 2017  |        | LFI       | 7e de la Seine-Saint-Denis | 7 226    | 21,60    | 2e       | 16 246  | 57,90   | 1er     | Élu   |
| 2022  | 22 718 | LFI       | 7e de la Seine-Saint-Denis | 62,94    | 1er      |          |         |         | Élu     |       |
| 2024  |        | LFI diss. | 7e de la Seine-Saint-Denis | 21 802   | 40,19    | 1er      | 25 033  | 57,16   | 1er     | Élu   |

### Élections municipales
Les résultats ci-dessous concernent uniquement les élections où il est tête de liste.
| Année | Parti | Parti | Commune                     | 1er tour | 1er tour | 1er tour | 2d tour | 2d tour | 2d tour | Sièges (CA) | Sièges (CP) |
| Année | Parti | Parti | Commune                     | Voix     | %        | Rang     | Voix    | %       | Rang    | Sièges (CA) | Sièges (CP) |
| ----- | ----- | ----- | --------------------------- | -------- | -------- | -------- | ------- | ------- | ------- | ----------- | ----------- |
| 2014  |       | PG    | 12e arrondissement de Paris | 2 678    | 5,38     | 6e       |         |         |         | 0 / 20      | 0 / 10      |

## Publications
- Alexis Corbière et François Delapierre, Un apartheid à la française : 10 réponses à la préférence nationale, Bérénice, 1998, 84 p. (ISBN 978-2-84384-082-1)
- Alexis Corbière (postface Henri Peña-Ruiz), Le Parti de l’étrangère : Marine Le Pen contre l’histoire républicaine de la France, Éditions Tribord, coll. « Flibuste », 2012, 185 p. (ISBN 978-2-930390-33-8)
- Alexis Corbière et Laurent Maffeis, Robespierre, reviens !, Paris, Bruno Leprince, coll. « Politique à gauche », 2012, 126 p. (ISBN 978-2-36488-037-5)
- Jean Jaurès et Alexis Corbière (partie historique) (préf. Jean-Luc Mélenchon), Discours en Amérique latine, 1911, Paris, Bruno Leprince, coll. « Politique à gauche », 2010 (ISBN 978-2-916333-67-0)
- Alexis Corbière, « nouvelle », dans Collectif, Encore une nuit à Paris : Du crépuscule à l'aube, parcours dans la ville en texte et en images, Paris, Éditions L'Harmattan, coll. « Vis-à-villes », 1997 (ISBN 978-2-7384-4943-6)Participe à ce recueil publiant plusieurs nouvelles dont celles de Didier Daeninckx, David Dufresne.
- Alexis Corbière, Lire Jaurès : 14 articles et discours sur la classe ouvrière, Paris, Bruno Leprince, coll. « Café république », 2014, 132 p. (ISBN 978-2-36488-068-9)
- Pierre Laurent, Alexis Corbière, Matthias Tavel, Christian Picquet, Roger Martelli et al., Pour le peuple, contre le Front national, Paris, Le Temps des cerises, coll. « Penser le monde », 2015 (ISBN 978-2-37071-057-4)
- Alexis Corbière, Le Piège des primaires, Paris, Éditions du Cerf, 2016 (ISBN 978-2-204-11588-9)
- Jean-Christophe Sellin (préf. Alexis Corbière), Comprendre Octobre : cent après la Révolution de 1917, Paris, Éditions du Croquant, 2018 (ISBN 978-2-36512-150-7)
- Alexis Corbière (ouvrage collectif des députés insoumis), La régression en marche : premier bilan du président Macron, Paris, Éditions du Seuil, 2018, 160 p. (ISBN 978-2-02-140398-5)
- Alexis Corbière, Jacobins !, Paris, Éditions Perrin, 2019, 304 p. (ISBN 978-2262076344)
- Alexis Corbière, Le scandale des frais bancaires, Paris, Éditions Bruno Leprince, 2020, 176 p. (ISBN 978-2-36488-160-0)
- Alexis Corbière, Discours sur la laïcité, Paris, Éditions 2031, 2021, 96 p. (ISBN 9782491-328092)

### Archives
- Inventaire du fonds d'archives de Alexis Corbière conservé à La contemporaine.